# Pharyngeal tuberkel
Pharyngeal tuberkel er placeret på den nedre overflade af den basillære del af nakkebenet, cirka én cm anteriort til foramen magnum. På den hæfter den fibrøse raphe pharyngis på pharynx.
Det er hæftepunktet for musklen constrictor pharyngis superior.